# Tamarin-lion à croupe dorée
Leontopithecus chrysopygus · Singe-lion à croupe dorée, Singe-lion à queue jaune
Espèce
Statut de conservation UICN

 EN B2ab(iii) : En danger
Statut CITES
Le Tamarin-lion à croupe dorée, Singe-lion à croupe dorée ou encore Singe-lion à queue jaune (Leontopithecus chrysopygus) est une espèce de primates de la famille des Callitrichidae.

## Autres noms
Petit singe-lion à croupe dorée. Black lion tamarin. Mico-leão preto (Brésil).
Découverte : On l’a cru disparu au début du XXe siècle avant sa redécouverte par Adelmar Coimbra-Filho, dans le parc de Morro do Diabo.

## Description
Il est entièrement noir à l’exception de la croupe, de la base de la queue et des surfaces externe et interne au niveau du fémur qui sont de couleur roux doré.
Son corps mesure de 29 cm (de 25 à 33 cm), sa queue de 38 cm (de 33 à 40 cm). Son poids est en moyenne de 572,5 g (de 540 à 690 g).

## Distribution
Est du Brésil, le long du Rio Paranapanema dans l’extrême ouest et le centre-sud de l’État du São Paulo. Région de Pontal do Paranapanema (à l’est de la confluence des Rios Paraná et Paranapanema), de Caetetús (juste au nord du cours moyen du Paranapanema), puis de part et d’autre du haut Rio Paranapanema [régions d’Angatuba (23° 25′ 26″ S et 48° 21′ 29″ O, Rio Guareí) et de Buri (Rios Apiaí-Mirim et Apiaí-Guaçu]. Sur ~432 km2 et 11 sites en 2004.

## Habitat
Haute forêt sèche semi-décidue jusqu’à 700 m d’altitude, où les essences dominantes sont (Ficus enormis, Aspidosperma polyneuron, Syagrus romanzoffiana, Inga sp. et Myrciaria sp.). Forêt marécageuse. Aussi dans le macega (forêt de broussailles riches en lianes avec des arbres poussant jusqu’à 5 m de haut) où il n’est en fait que de passage entre ses deux autres habitats. Ne vit ni sur la côte ni dans des environnements riches en broméliacées épiphytes, contrairement aux trois autres petits singes-lions. Son habitat est plus saisonnier et il a dû s’y adapter en conséquence (trajets plus longs, repos brefs, domaines étendus, utilisation de plusieurs microhabitats).

## Association
S’associe au grimpar fauvette (Sittasomus griseicapillus) pour la recherche alimentaire.

## Domaine
100 ha (de 66 à 394 ha). > 118ha (Caetetus), de 66 à 113 ha (Morro do Diabo), de 133 à 199 ha (Morro do Diabo). 276,5 ou 394 ha (Caetetus). Très territorial.

## Densité
De 0,5 à 1 /km2, soit au-dessous du minimum viable (2 /km2).

## Locomotion
Quadrupède.

## Comportements basiques
Diurne. Arboricole.

## Activités
Parcourt chaque jour de 1,977 à 2,289 km (Caetetus) ou de 1,362 à 2,088 km (Morro do Diabo), trajet plus long que pour les autres petits singes-lions. Évolue la plupart du temps dans le haut sous-bois (4 à 6 m) sauf lorsqu’il mange (10 m) ou lorsqu’il joue au sol. À la nuit tombée, s’endort dans un trou d’arbre. Budget d’activités (Caetetus, d’après Fernando de Camargo Passos) : repos (14,4 %), déplacements (33 %), recherche alimentaire (14,4 %), alimentation (35,8 %) et autres (2,4 %). Ici, les comportements de recherche alimentaire prennent 19,8 % du temps diurne à la saison sèche contre 12,8 % à la saison humide.

## Alimentation
Frugivore-insectivore-exsudativore. À Caetetus, la recherche des insectes prend 11,2 % du temps d'alimentation durant la saison sèche et seulement 1,9 % durant la saison humide. Les invertébrés cachés sont localisés au toucher plus souvent qu'à la vue et traqués dans le sous-bois. Largement frugivore, surtout pendant la saison humide, il cueille ses fruits le plus souvent en forêt sèche.
À Caetetus, il consomme quarante-six espèces de fruits dont figuiers, ingás, palmier jerivá (Syagrus romanzoffiana), celtis (Celtis pubescens), Cordia superba et Rhamnidium eleaocarpum. Il ne dédaigne pas les fruits de cactus (Rhipsalis et Zygocactus) et les baies du café do Mato (Cordia ecalyculata) riches en caféine (d'après Rylands). Pendant la saison sèche, il se rabat sur les exsudats végétaux (12 espèces), prélevant sève et gomme de l'euterpe (Euterpe edulis), de l'ingá, du pau pombo (Tapirira guianensis) et du timbauba (Enterolobium contortisiliquum).
Le plus gommivore de tous les petits singes-lions et on peut l'observer souvent en train de lécher la gomme suintant de certains palmiers. Rarement, il capture petites grenouilles et œufs d'oiseau.

## Taille du groupe
3-4 (de 2 à 8). 4,75 (PN du Morro do Diabo).

## Structure sociale et système de reproduction
Groupe monoparental ou groupe multimâle-multifemelle. Le groupe comprend 1 femelle adulte, 1 (rarement 2) mâle adulte ainsi que quelques jeunes. Monogamie ou polyandrie.

## Reproduction
Un pic de naissances est observé entre septembre et février.

## Développement
Entre 5 et 9 semaines, en captivité, les parents partagent leur nourriture avec leurs rejetons, ce comportement déclinant ensuite pour disparaître vers 26 semaines.

## Effectifs
Environ 1000 (en 2002), répartis en 9 sous-populations le plus souvent non-viables. Morro do Diabo (820), Caetetús (40), fazendas de Ponte Branca (10), de Tucano/Rosanella (10), de Santa Maria I (4), de Santa Mônica (10) et site de Buri (20) tous à proximité de Morro do Diabo, fazenda de Mosquito (6) un peu plus à l’est le long du Rio Parapanema et fazenda Rio Claro (70) juste au sud-est de Caetetús. Une petite population a été découverte en 2001 près d’Angatuba. Environ 200 en captivité (dont Centre de primates de Rio de Janeiro et Durrell Wildlife Conservation Trust).

## Conservation
SE de Pontal do Paranapanema, PE de Morro do Diabo (350 km²), Fazendas Tucano, Rosanella, Ponte Branca, Santa Mönica et Santa Maria I (municipalités de Teodoro Sampaio et Euclides da Cunha Paulista), R. de Caetetús (22 km2, municipalité de Gália), Fazenda Rio Claro (municipalité de Lençois Paulaista), SE de Angatuba (municipalité d’Angatuba), Fazenda de la vallée de l’Apiaí, Fazendas Planebrás et Floresta, Fazenda d’Urupês, F. nationale de Capão Bonito (municipalité de Buri), dans l’État de São Paulo (Brésil). Dans le cadre d’une sensibilisation à l’environnement, plusieurs propriétaires terriens ont consenti à réserver en tout 50 km² pour cette espèce en sursis. Opérations de translocation et de dispersion. Environ une trentaine d’individus dans le zoo de São Paulo.